# اريك سميث
اريك سميث (بالإنجليزية: Eric Smith)‏ (و. 1908 – 1951 م) هو سياسي، من المملكة المتحدة، كان عضوًا في حزب المحافظين، توفي عن عمر يناهز 43 عاماً.

## مناصب
تولى منصب عضو البرلمان في المملكة المتحدة.